# Río Piako
El río Piako es un sistema fluvial de tierras bajas que desemboca en el estuario de Thames en la Isla Norte de Nueva Zelanda. Junto con el río Waihou, es uno de los dos principales sistemas de ríos que drena las llanuras de Hauraki. Es el sistema de ríos dominante en el distrito de Matamata-Piako, y en su recorrido pasa por las ciudades de Morrinsville y Ngatea.
El río Piako tiene un caudal medio anual de 17 metros cúbicos por segundo (en Paeroa-Tahuna Road), con un área de captación total de aproximadamente 1.440 kilómetros cuadrados . El sistema fluvial tiene aproximadamente 100 kilómetros de longitud, está alineado en dirección norte-sur y ocupa gran parte de las llanuras centrales y occidentales de Hauraki (o más ampliamente, el valle del Thames), que se extiende desde Hinuera al sur antes de desembocar en el estuario de Thames en el norte, a cinco kilómetros al oeste de Thames.
El río Piako tiene dos ramas principales: la primera y principal, drena las colinas norteñas de Te Miro-Tahuroa, y la Cordillera Pakaroa. Los afluentes principales en las laderas orientales de estas colinas son los arroyos Piakonui y Piakoiti. Estas corrientes, junto con la corriente de Toenepi más pequeña, convergen justo al sur de Kereone para convertirse en el río Piako. Las laderas occidentales están drenadas por el arroyo Waitakaruru que se une al río Piako en Morrinsville. A medida que el río Piako avanza hacia el norte, se alimenta de numerosos pequeños arroyos que drenan las laderas orientales de las colinas de Hangawera.
La segunda rama es el río Waitoa, que comienza cerca de Piarere. La cuenca del río Waitoa drena las llanuras de Hinuera y las extensas llanuras meridionales de Hauraki, antes de converger con el río Piako en el gran humedal conocido como Kopuatai Peat Dome, al noreste de Tahuna. La cuenca del río Piako también drena las vertientes orientales de la Cordillera Hapuakohe a través de pequeños afluentes.
El sistema fluvial está muy modificado por la actividad lechera intensiva y la industria asociada. Teniendo esto en cuenta, la corriente de Toenepi, una pequeña subcuenca del río Piako, se ha utilizado ampliamente para investigar el impacto de la agricultura intensiva en la calidad del agua y desarrollar mejores prácticas agrícolas.
Desde la década de 1930, se han emprendido considerables medidas de protección contra inundaciones en el río Piako y la cuenca circundante, especialmente principalmente al norte de Paeroa-Tahuna Road y Kopuatai Peat Dome. El estudio incluye obras de gestión fluvial, desvíos de ríos y ampliación de canales, sistemas de estancamiento, mejoras de vías de desbordamiento, compuertas y bombas. Sin embargo, el río volvió a provocar inundaciones  en 2017.

## Puente del río Piako (Ngatea)
El puente original del río Piako fue construido en Ngatea e inaugurado en 1917. En los primeros días todo el transporte o acceso a la tierra era por mar, por río o por canal, pero con las primeras carreteras en desarrollo, era esencial que se construyera un puente  sobre el río Piako, que podría convertirse en una ruta principal entre Auckland y Tauranga. Se ha trabajado mucho para restaurar las orillas del río, ya que en invierno es la causa directa de las inundaciones a través de las llanuras bajas de Hauraki.